# 望月歓厚
望月 歓厚（もちづき かんこう、1881年8月12日 - 1967年11月28日）は、日蓮宗の僧、仏教学者。

## 人物
山梨県出身。旧姓は田中。号・日電秋江。1888年得度。1910年日蓮宗大学林（現立正大学）卒業。研究院に学び内地研究員を経て、日蓮宗大学教授。1926年立正大学教授、文学部長、1944年学長、日蓮宗学研究所長。1952年定年退任、名誉教授。1957年「日蓮教学の研究」で東洋大学文学博士。静岡・富西寺住職、本覚寺住職、東京・宣明院住職、山梨・妙法寺住職。記念として日蓮宗の仏教研究に対する望月学術賞が創設されている。

## 著書
- 『法華経講話』日蓮宗大系 大林閣 1931　平楽寺書店、1935
- 『日蓮教学の研究』平楽寺書店 1958
- 『日蓮宗学説史』平楽寺書店 1968

### 共編
- 『仏教大系 第9 観心本尊鈔 開目鈔』編 仏教大系刊行会 c1923
- 『仏典説話全集』全12巻 常盤大定監修　石川海典,井上恵宏,鈴木一成共編 隆文館 1953-1954
- 『近代日本の法華仏教』法華経研究　編 平楽寺書店 1968

### 記念論文集
- 『望月歓厚先生古希記念論文集』望月歓厚先生古稀記念会 1951